# Голубичі (Самобор)
Голубичі (хорв. Golubići) — населений пункт у Хорватії, у Загребській жупанії у складі міста Самобор.

## Населення
Населення за даними перепису 2011 року становило 17 осіб.
Динаміка чисельності населення поселення:

## Клімат
Середня річна температура становить 8,84 °C, середня максимальна – 22,05 °C, а середня мінімальна – -6,17 °C. Середня річна кількість опадів – 1211 мм.
| Клімат поселення                              | Клімат поселення | Клімат поселення | Клімат поселення | Клімат поселення | Клімат поселення | Клімат поселення | Клімат поселення | Клімат поселення | Клімат поселення | Клімат поселення | Клімат поселення | Клімат поселення | Клімат поселення |
| Показник                                      | Січ.             | Лют.             | Бер.             | Квіт.            | Трав.            | Черв.            | Лип.             | Серп.            | Вер.             | Жовт.            | Лист.            | Груд.            |                  |
| Середній максимум, °C                         | 5,64             | 6,71             | 10,36            | 14,16            | 18,91            | 22,05            | 21,33            | 20,93            | 17,32            | 12,43            | 7,13             | 3,78             |                  |
| Середня температура, °C                       | −0,26            | 0,81             | 4,46             | 8,26             | 13,00            | 16,14            | 18,13            | 17,74            | 14,11            | 9,23             | 3,93             | 0,57             |                  |
| Середній мінімум, °C                          | −6,17            | −5,09            | −1,46            | 2,36             | 7,08             | 10,24            | 14,93            | 14,54            | 10,91            | 6,03             | 0,72             | −2,62            |                  |
| Норма опадів, мм                              | 59               | 67               | 85               | 99               | 102              | 130              | 111              | 116              | 116              | 116              | 119              | 91               |                  |
| Середньомісячна швидкість вітру, м/с          | 1.79             | 1.90             | 2.24             | 2.19             | 2.10             | 1.88             | 1.79             | 1.70             | 1.65             | 1.79             | 1.90             | 1.88             |                  |
| Середньомісячна сонячна радіація, кДж/м²·день | 4227             | 6910             | 10358            | 14615            | 18603            | 20273            | 21282            | 18251            | 13626            | 8727             | 4663             | 3457             |                  |
| --------------------------------------------- | ---------------- | ---------------- | ---------------- | ---------------- | ---------------- | ---------------- | ---------------- | ---------------- | ---------------- | ---------------- | ---------------- | ---------------- | ---------------- |
| Джерело:                                      |                  |                  |                  |                  |                  |                  |                  |                  |                  |                  |                  |                  |                  |